# Placet
El placet és la manifestació que fa un Estat adreçada a un altre Estat sobirà, manifestant que no té res a oposar a la persona que aquest es proposa nomenar com a Cap de Missió davant d'aquell. La sol·licitud de "Placet" es fa per mitjà de Nota Verbal a la qual s'acompanya una biografia de la persona preconitzada.
A la pràctica actual el Placet és rarament denegat, entre altres raons perquè l'Estat acreditant posa gran interès a seleccionar per al lloc en qüestió una persona a la qual l'Estat receptor no tingui res per oposar. Però encara es registren denegacions.
La Convenció de Viena sobre Relacions Diplomàtiques preveu al seu article 4 que l'Estat que denega un Placet no està obligat a explicar els motius de la seva negativa. Alguns països exigeixen que l'acreditació dels Agregats militars sigui precedida d'una sol·licitud d'aprovació similar en la seva finalitat i instrumentació al Placet.
A la pràctica diplomàtica el Placet rep també altres denominacions com les de Beneplàcit, Agrément, etc.
La figura del Placet és exclusiva de la Diplomàcia bilateral permanent no produint-se en les altres formes d'activitat diplomàtica.